# Thecla anna
Thecla anna är en fjärilsart som beskrevs av Druce 1907. Thecla anna ingår i släktet Thecla och familjen juvelvingar. Inga underarter finns listade i Catalogue of Life.